# کامی‌شدگی (آواشناسی)
در آواشناسی، کامی‌شدگی (انگلیسی: Palatalization) به شیوه تلفظ یک همخوان گفته می‌شود که طی آن بخشی از زبان به سمت سخت‌کام جابجا می‌شود. همخوان‌هایی که اینگونه تلفظ می‌شوند را کامی‌شده می‌نامند. در زبان انگلیسی کامی‌شدگی نمی‌تواند کلمات را اندکی از یکدیگر متمایز کند اما در زبان‌هایی مثل روسی، ماندارین و ایرلندی ممکن است بتواند این کار را بکند. در گیلی اسکاتلندی تنها همخوان‌های نرم‌کامی‌شده [n̪ˠ] و [l̪ˠ] هستند؛ [r] نیز گاهی نرم‌کامی‌شده توصیف می‌شود.